# Den store Middag
Den store Middag er en dansk stumfilm fra 1914, der er instrueret af August Blom efter manuskript af Harriet Bloch.

## Handling
Denne artikel mangler et handlingsreferat. Hjælp os med at skrive det.